# Garth Nix

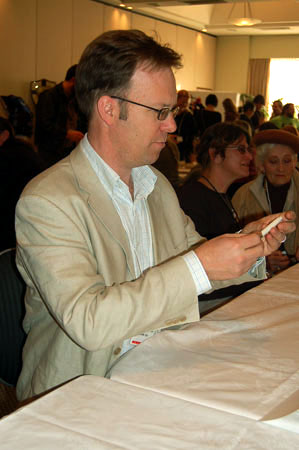
Garth Nix

Garth Nix (19 juli 1963) is een Australisch schrijver die vooral fantasyboeken schrijft.
Hij heeft vooral bekendheid verworven met zijn serie Het Oude Koninkrijk, maar ook met de serie De Sleutels Van Het Koninkrijk.
Het Oude Koninkrijk bevat de boeken: Sabriël, Liraël, Abhorsen, Clariël en Goldenhand.
De Sleutels Van Het Koninkrijk bevat de boeken: Meneer Maandag (Mister Monday), Grim Dinsdag (Grim Tuesday), Vrouwe Woensdag (Drowned Wednesday) en 
Heer Donderdag (Sir Thursday). In het Engels zijn er reeds drie boeken  meer verschenen: Lady Friday, Superior Saturday en "Lord Sunday". Deze zijn alleen niet
naar Nederlands vertaald.